# Йорам Канюк
Йорам Канюк (івр. יורם קניוק; *1930, Тель-Авів — †8 червня 2013) — ізраїльський письменник, художник, журналіст і театральний критик.
Йорам Канюк народився і виріс у Тель-Авіві. Його батько — Моше Канюк — народився в Тернополі, був першим директором Тель-Авівського музею мистецтв.

## Джерело
- Канюк Й. Рік 1948 [Архівовано 21 січня 2022 у Wayback Machine.] / пер. з івриту Анни Некрасової. — Київ: Дух і Літера, 2020. — 256 с.
- «Всесвіт» № 12 за 1995 рік (Спеціальний ізраїльський випуск), стор. 43-56

1. 1 2 3  Deutsche Nationalbibliothek Record #119520060 // Gemeinsame Normdatei — 2012—2016.
2. 1 2 3  Bibliothèque nationale de France BNF: платформа відкритих даних — 2011.
3. ↑  RKDartists